# Осада Белграда (1806)
Осада Белграда (серб. Опсада Београда) ― боевые действия в 1806 году между сербскими повстанцами во главе с Карагеоргием и войсками Османской империи. Повстанцы намеревались свергнуть османскую администрацию санджака Смедерево, представители которой укрылись в Белградской крепости. После решительных побед в Мишаре (12 — 15 августа) и Делиграде (сентябрь), сербские повстанцы двинулись в сторону Белграда.

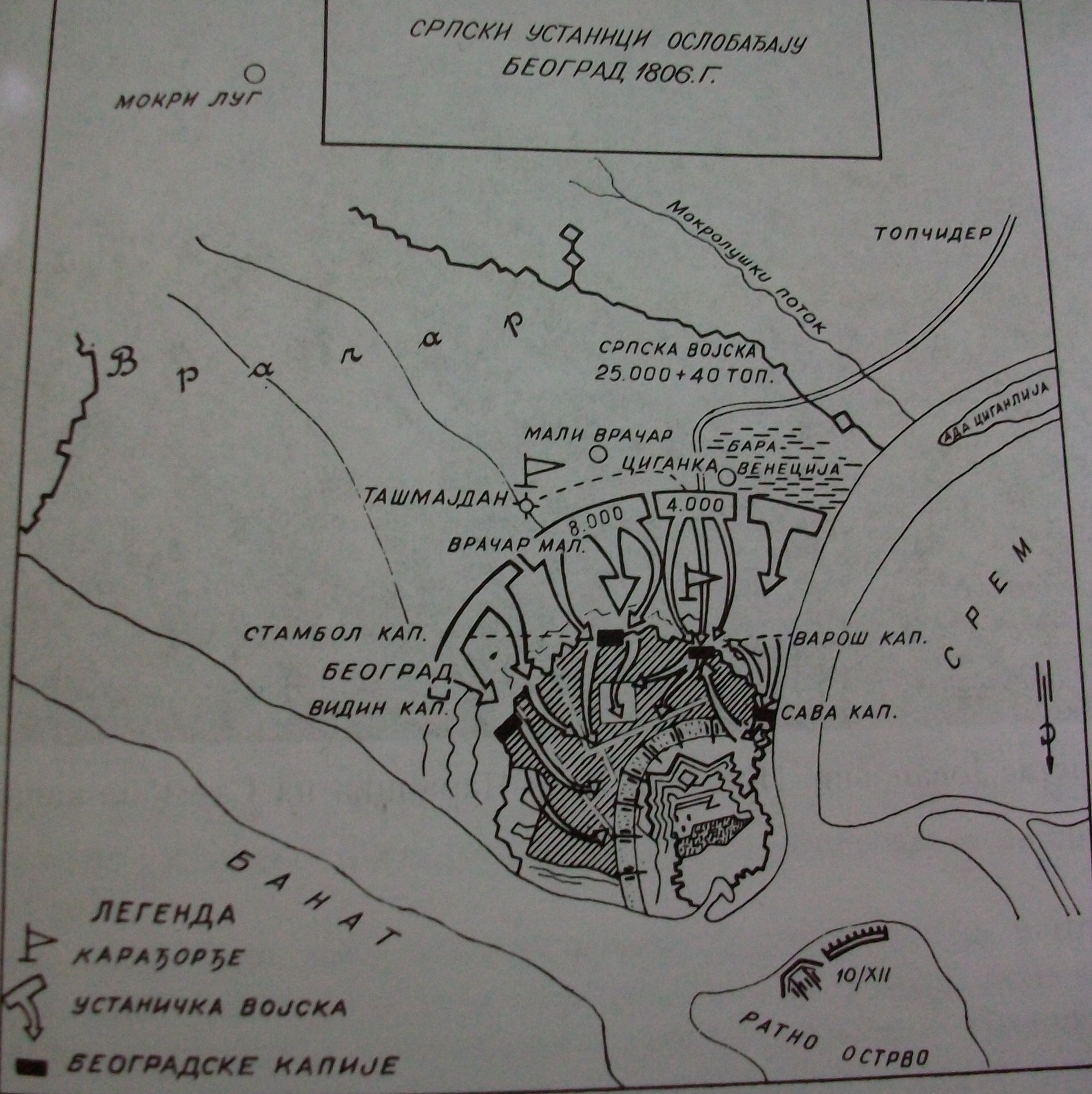
План атаки.

План взятия Белграда посредством проникновения через ворота Сава, Вароше, Стамбол и Видин, был представлен Карагеоргию греческим наёмником, которого звали Конда Бимбаша. Конда, хорошо осведомленный о тактике османского гарнизона, взял на себя руководство над добровольцами, с которыми собирался захватить ворота Савы. В отряде Конды тогда был и известный революционер Узун-Мирко. Карагеоргий на совете командующих постановил, что нападение на город должно быть осуществлено на день Св. Андрея, во время праздника Ураза-байрам, когда внимание охранников было бы ослаблено. Колоннам повстанцев было приказано штурмовать город сразу после того, как ворота будут взяты. Колоннами командовали Милош Петрович, Сима Маркович, Васа Чарпиц, Станое Главаш и Вуле Илич.

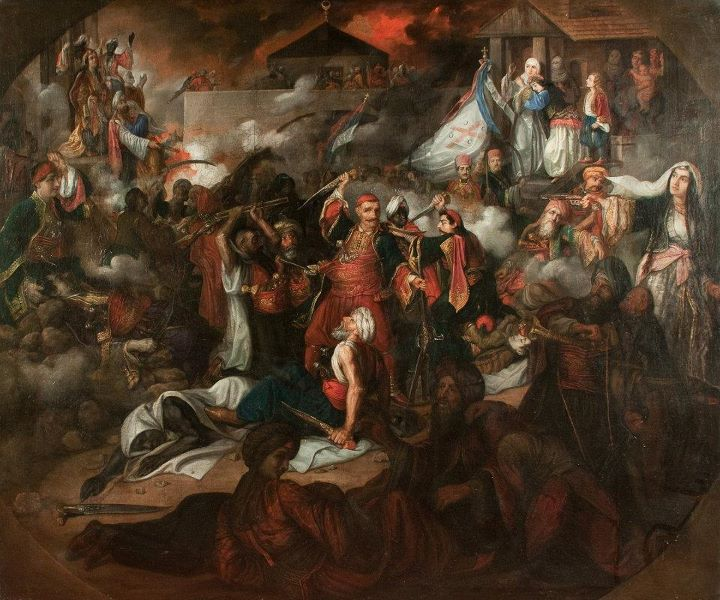
Освобождение Белграда, картина Катарины Иванович

В условленный час, Конда, Узун-Мирко, Петар Сремац, Никола Стамболия, Карловалия, Драгич и Младен выдвинулись к городу, сопровождаемые отрядом добровольцев. За ними шла основная колонна Милоша Петровича. Поскольку всем им удалось подойти к воротам незамеченными, Конда и Узун-Мирко первыми взошли на вал, перепрыгнули через частокол и направились в сторону охраны по объездной дороге. Навстречу им попался турецкий патруль, солдатам которого они представились как крджалие (иррегулярные отряды на службе о османов). Затем подошли к городским воротам и охранникам, где они разделились на две группы. Узун-Мирко и Конда напали на охранников, а остальные набросились на ворота с топорами. В борьбе Узун-Мирко получил две раны, а Конда ― пять, но тем не менее продолжили сражаться. Хотя в схватке были произведены выстрелы, турки в городе и охрана остальных ворот не подозревали о сербском нападении, думая, что выстрелы произведены в честь праздника. После захвата первых ворот, сербы выдвинулись к воротам Вароша, после чего турки были подняты по тревоге. Большинство турок пытались добраться до верхней крепости (Калемегдан), в то время как сопротивление оказали крджалие. Узун-Мирко и Конда тоже сражались у ворот Вароша, в то время как Ваза Чарапич погиб в схватке за ворота Стамбола, а Станое Главаш и Вуле Илич проникли через ворота Видина. После всего мятежники без труда захватили город.
В январе 1807 года османы подписали Ичков мир, однако повстанцы затем отвергли его и начали искать помощи Российской империи в борьбе за полную независимость. Так, уже в июне был подписан русско-сербский союз.